# John Pyke Hullah
John Pyke Hullah   (Worcester, 27 de juny de 1812 - Londres, 21 de febrer de 1884)
Estudià amb W. Horsley à partir de 1829 en la Royal Academy of Music de Londres, residí una temporada a París, i el 1841 fundà a Londres una escola de cant que assolí un gran desenvolupament, fent construir el 1847 una sala de concerts destinada als que sovint donaven els seus alumnes. Es calcula que de 1841 a 1860 passaren per les seves aules més de 25.000 deixebles. Desenvolupà altres càrrecs i va compondre diverses operetes i nombrosos cants, deixant, a més, les obres destinades a l'ensenyança: 
- A Grammar of Music (1847);
- A Grammar for Harmony (1852);
- A Grammar of Counterpoint (1862);
- Th History of Modern Music (1862);
- The third, or transition period of musical histpry (1865);
- The cultivation of the speaking voice (1870);

També se li deuen:
- Th Psalter, salms a 4 veus (1843);
- The book of praise hymnal (1868);
- The whole book of psalms with tunes.